# Meragisa rufipuncta
Meragisa rufipuncta är en fjärilsart som beskrevs av Druce 1909. Meragisa rufipuncta ingår i släktet Meragisa och familjen tandspinnare. Inga underarter finns listade i Catalogue of Life.